# Bizarre Festival

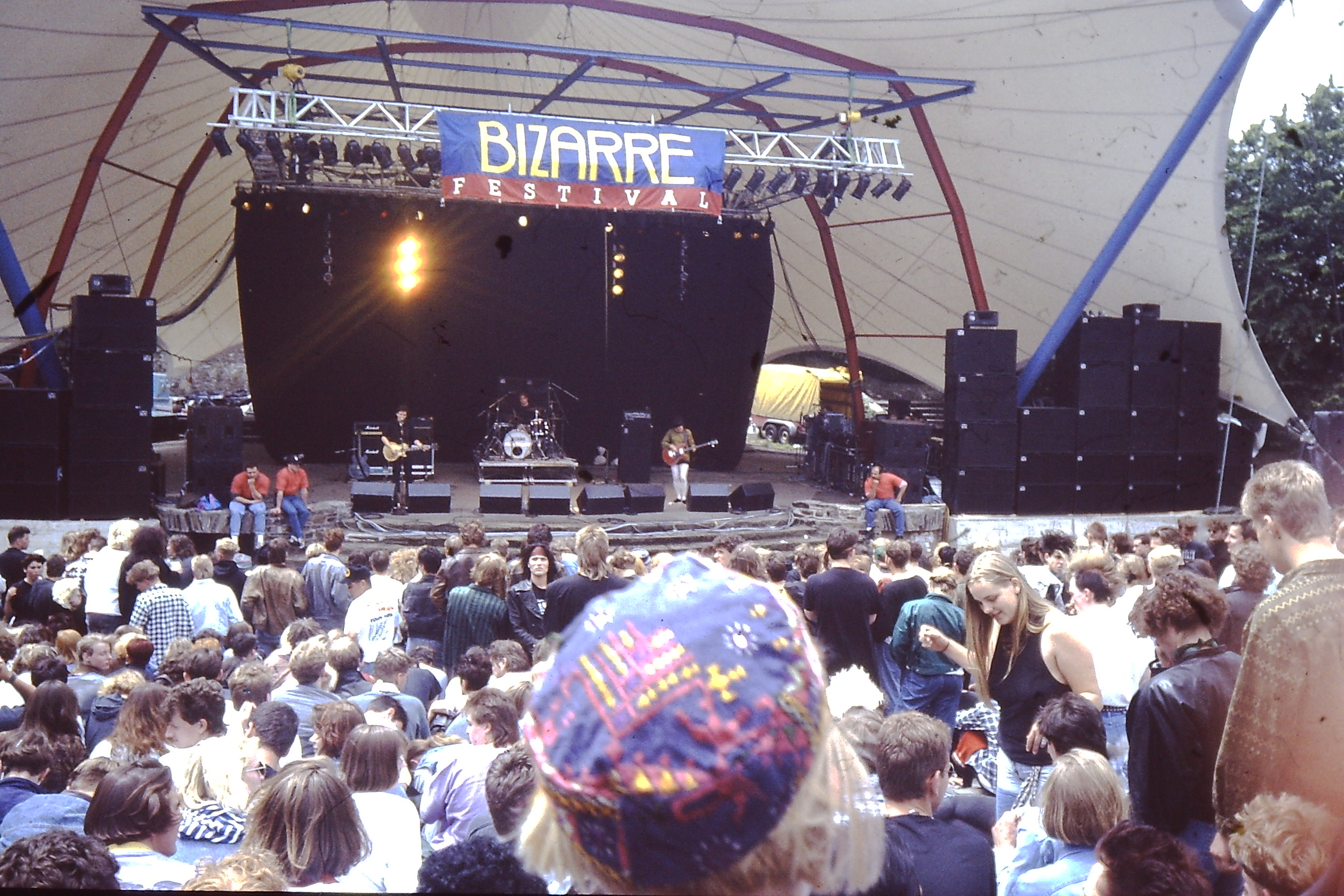
Escenario de la edición del Bizarre Festival del 23 de junio de 1990 en St. Goarshausen.

El Bizarre Festival (celebrado bajo el nombre Terremoto en una edición) fue un festival de música de ambiente alternativo que se llevó a cabo en Alemania entre 1987 y 2003.

## Historia
El primer Bizarre Festival tuvo lugar a pequeña escala los días 10 y 11 de julio de 1987 en el Waldbühne de Berlín y en el anfiteatro al aire libre de Lorelei en St. Goarshausen. Los organizadores fueron Ernst-Ludwig Hartz y Peter Rieger. Las bandas que actuaron entonces procedían de la amplia escena musical independiente, que originalmente también incluía al género gótico. Participaron en el festival, entre otros: Siouxsie And The Banshees, The Mission, Cassandra Complex, New Model Army e Iggy Pop. El festival creció y se ganó la reputación de ser el festival alternativo más importante de Alemania con bandas como Einstürzende Neubauten, The Pogues y Fury in the Slaughterhouse, aunque los medios y los patrocinadores inicialmente reaccionaron con reserva. Otros artistas de renombre pasaron por el festival hasta la década de 1990, como Phillip Boa & The Vodooclub, Fields of the Nephilim, The Cure, The The, los Ramones, los Pixies y The Sugarcubes.

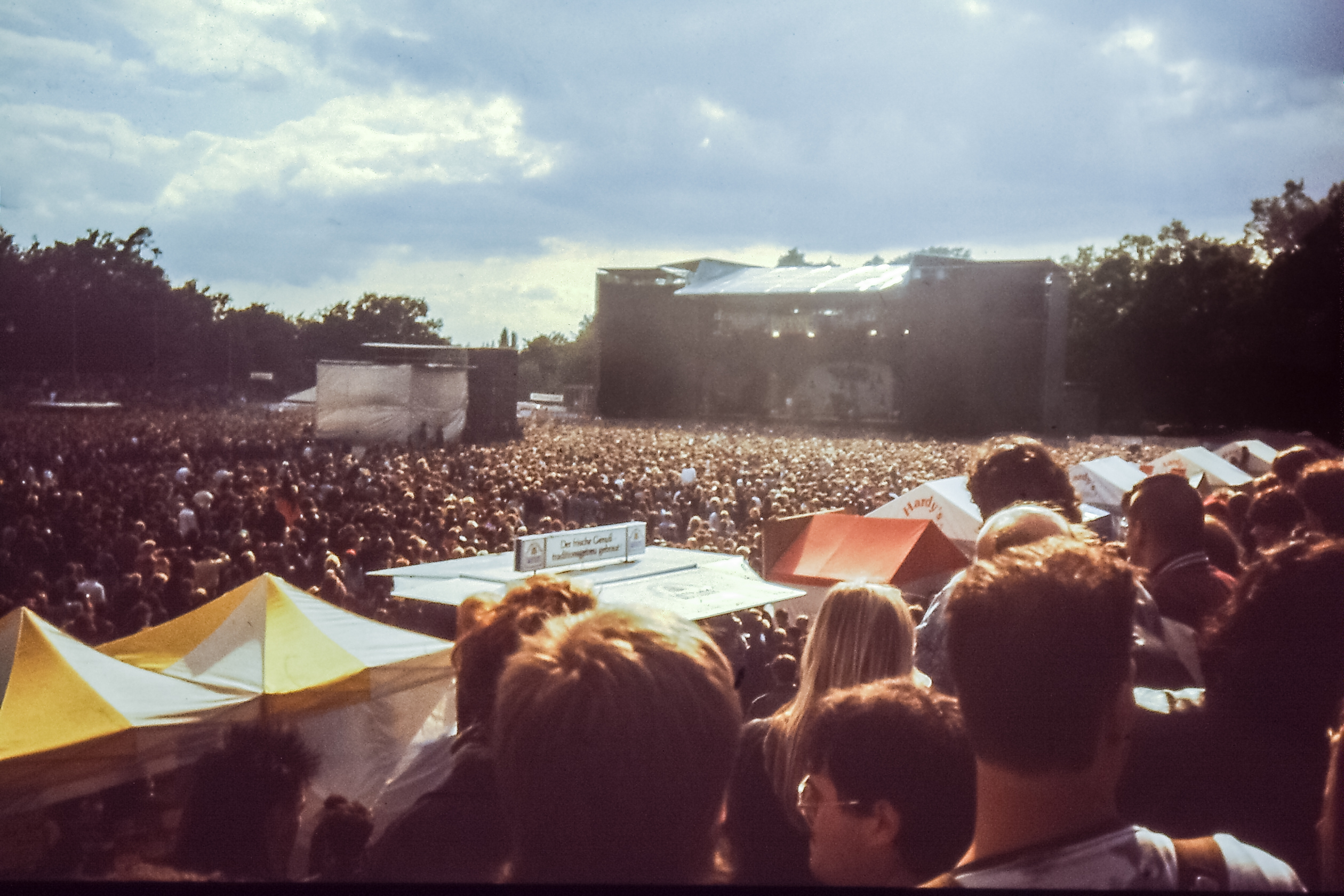
Panorámica del Bizarre Festival celebrado los días 29 y 30 de junio de1991 en el Waldstadion de Giessen

En 1991 el festival, que antes duraba un día, se amplió a dos días. El lugar elegido fue el Waldstadion de Giessen. Los días del evento fueron sábado y domingo. Para las aproximadamente 28 000 entradas de aforo, sólo había espacio para unas 5000 tiendas de campaña. La mayoría de los visitantes llegaron el viernes por la tarde, lo que generó una situación muy caótica en Giessen. La policía confiscó las praderas a los agricultores locales y las reservó como zona de acampada para los asistentes al festival. Incluso se vieron algunas tiendas de campaña en las rotondas de tráfico y en los jardines delanteros.
En 1992 el festival tuvo lugar, ahora de nuevo durante un día, en el parque de atracciones de Alsdorf, cerca de Aquisgrán. Después de varios traslados en busca de la mejor ubicación, el Bizarre Festival tuvo una estancia más larga en Colonia (incluidos cuatro años en el antiguo aeropuerto de Colonia-Butzweilerhof) y en los últimos años en el Aeropuerto de Baja Renania (distrito de Cléveris).
Durante la retransmisión en directo del Bizarre Festival de 1996 realizada por el programa musical de televisión Rockpalast de la WDR, el grupo de punk Wizo destruyó las cámaras y atacó a los camarógrafos porque, en su opinión, estos bloqueaban la visión del público sobre el escenario. El servicio de seguridad detuvo entonces la actuación, y posteriormente se abrió un proceso judicial por daños a la propiedad.
El 15 de agosto de 1997, pocas horas después de comenzar la jornada al aire libre, un asistente al festival que se encontraba bajo los efectos de las drogas murió durante una aglomeración de público frente al escenario lateral del hangar.

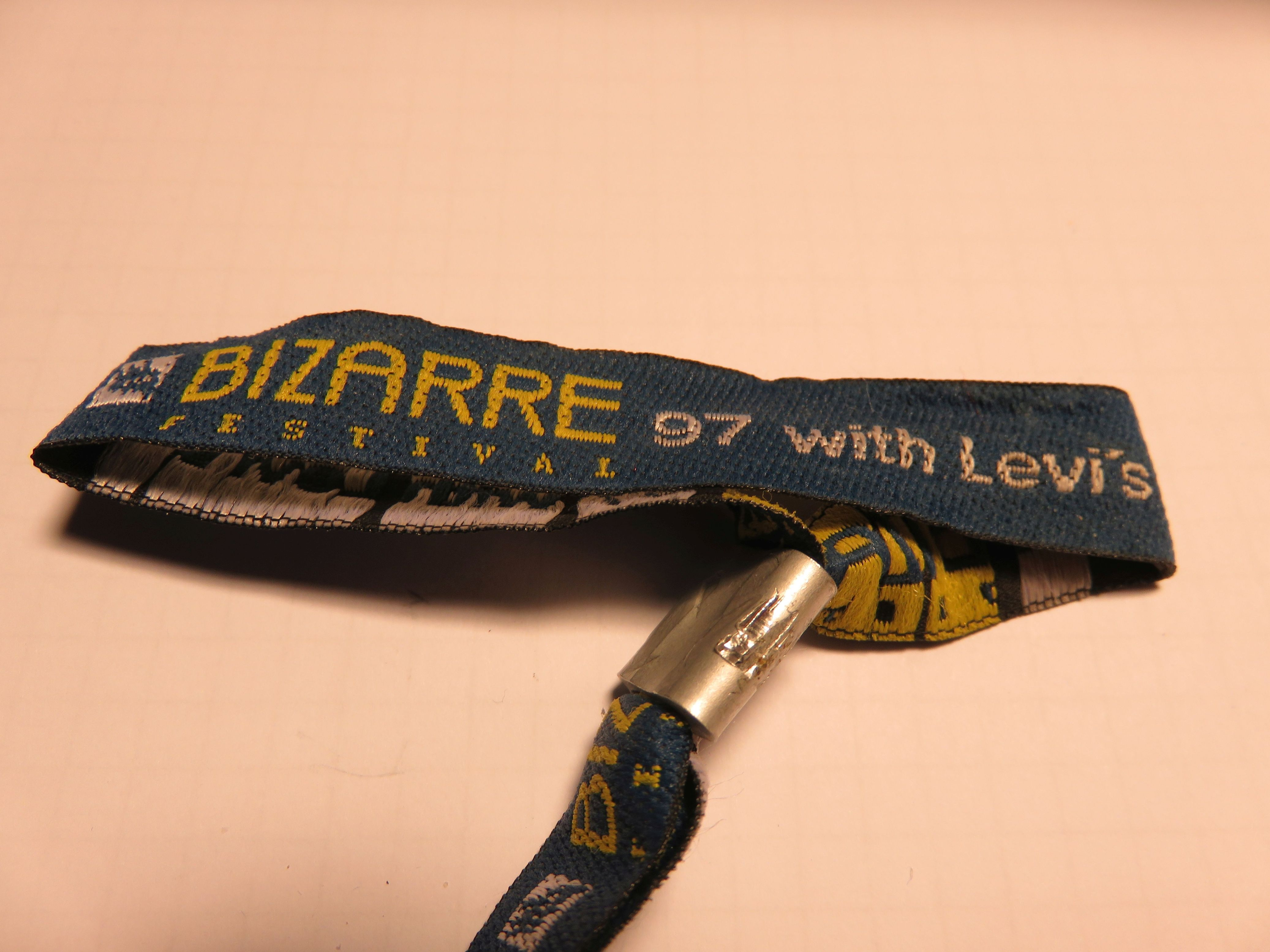
Pulsera de control para el público del Bizarre Festival de 1997.

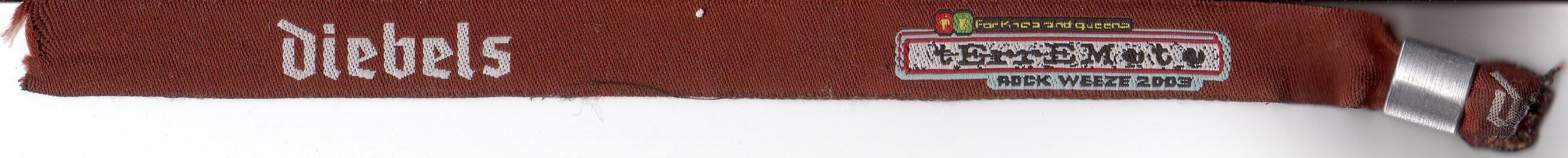
Pulsera de control para el público de la edición del Terremoto 2003.

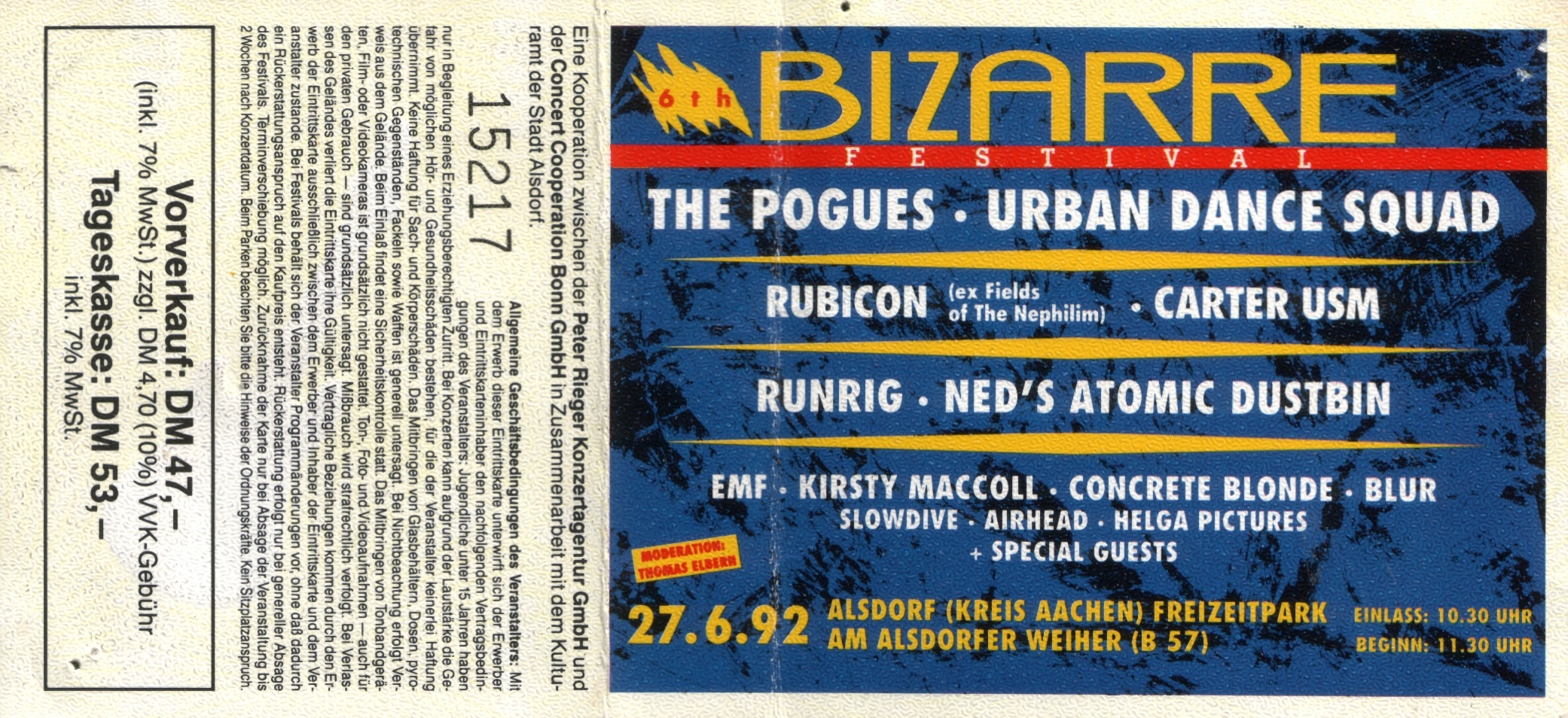
Entrada de la edición de 1992.

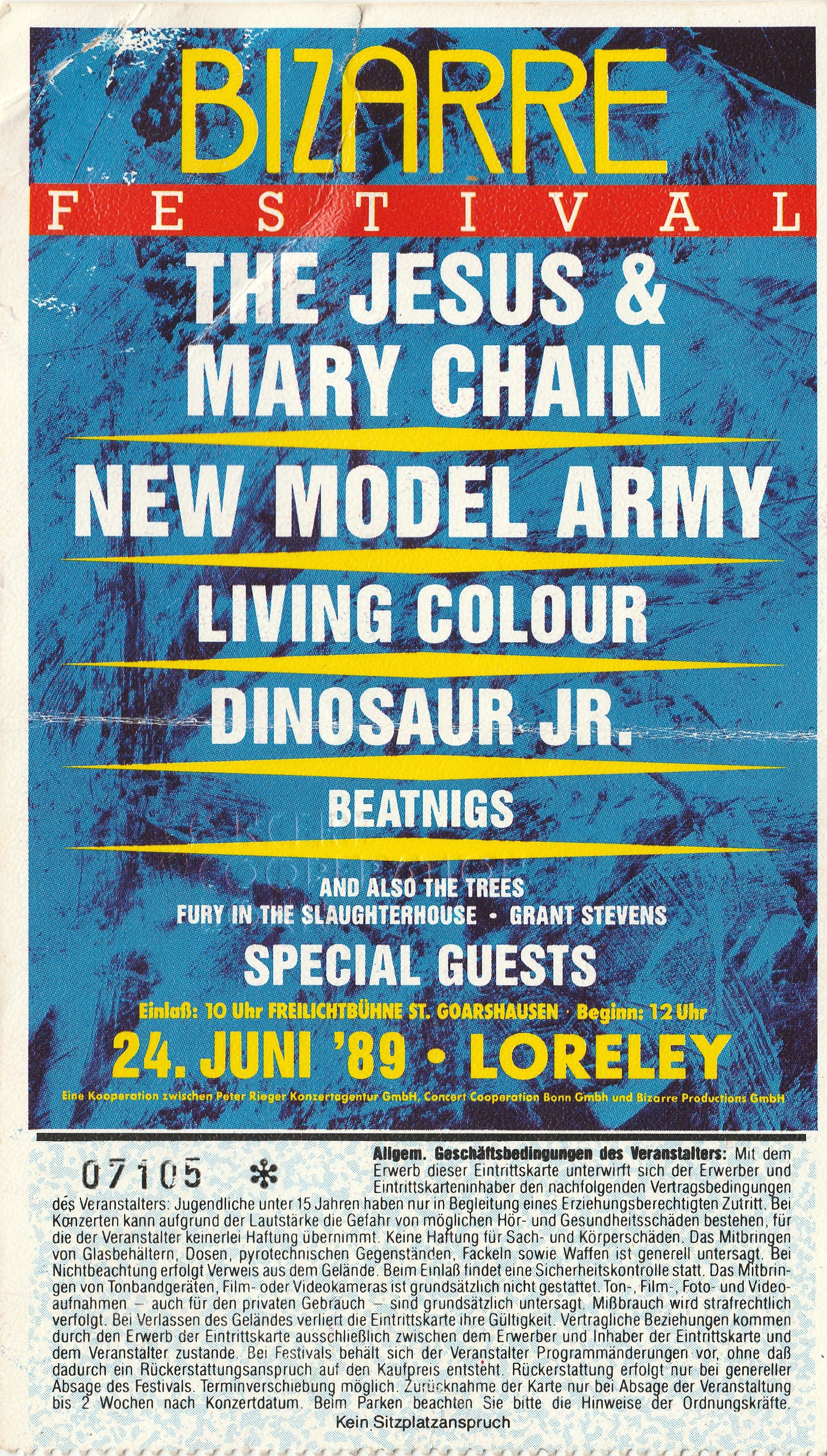
Entrada para el día 24 de junio de 1989.

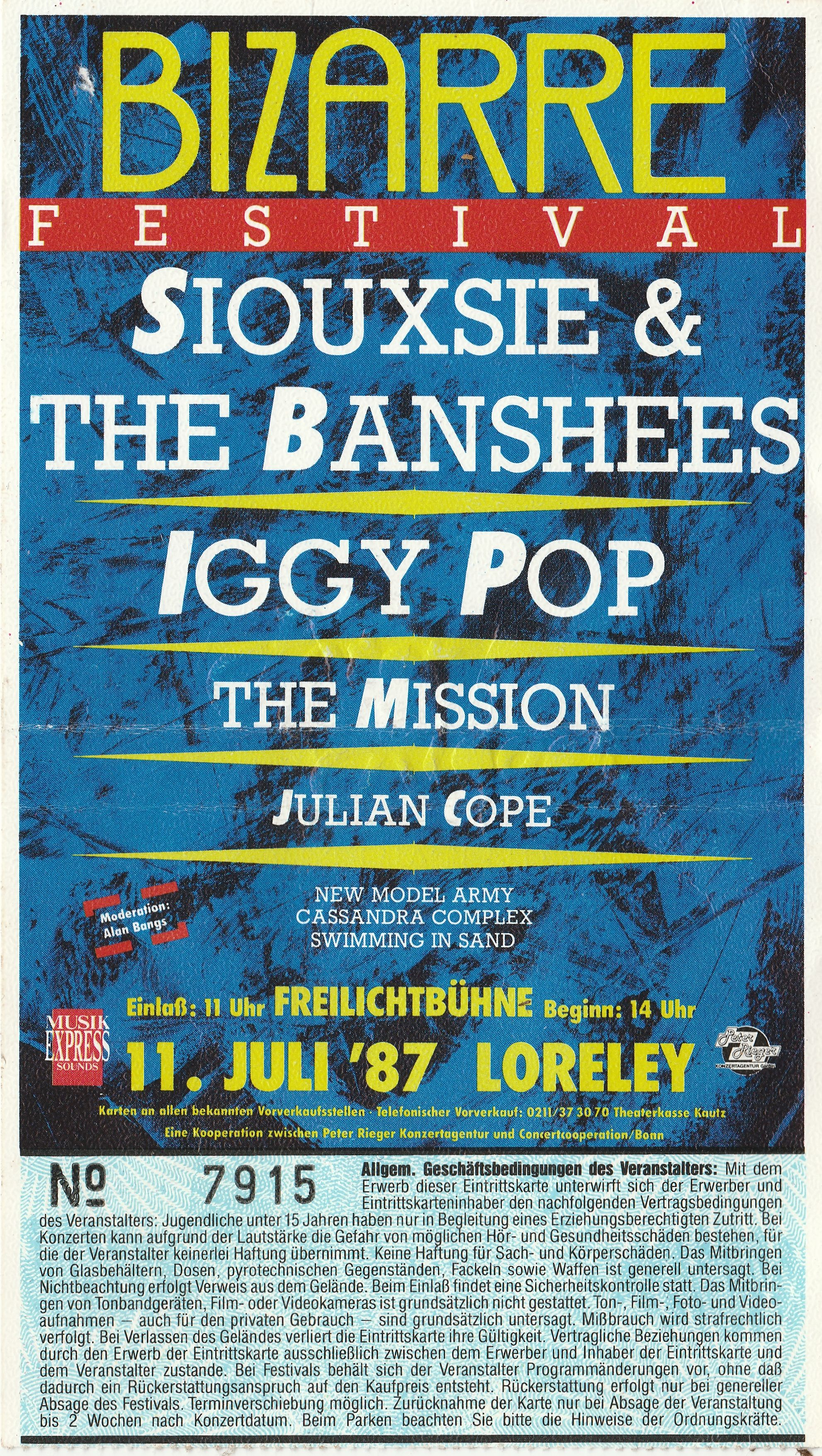
Entrada de la edición de 1987.

El festival se celebró por última vez bajo el nombre de Bizarre en 2002. El estancamiento en el número de asistentes, que implicaba desaprovechar el recinto relativamente grande y costoso del festival en Weeze, así como los costes posteriores a causa de disturbios y vandalismo, provocaron dificultades financieras y el promotor tuvo que declararse en quiebra. El festival continuó bajo el nombre de Terremoto en 2003 sin la participación de los promotores originales. A partir de 2003 Ryanair volvió a prestar servicio en el Aeropuerto de Baja Renania, y consiguientemente el recinto del festival fue completamente reestructurado ese año. La compleja zona del aeropuerto, con hangares, había contribuido en gran medida a crear el ambiente característico del anterior Bizarre Festival, razón por la cual el Terremoto no fue aceptado como sucesor del mismo por muchos asistentes al festival. En los años que siguieron a 2003, las fechas anunciadas siempre terminarían siendo canceladas.

## Fechas, ubicaciones y bandas
10–11 de julio de 1987, Berlín, Waldbühne y St. Goarshausen, Lorelei
- Siouxsie and the Banshees, Iggy Pop, The Mission, New Model Army, Element of Crime, entre otros.

9 de julio de 1988, St. Goarshausen, Lorelei
- Einstürzende Neubauten, The Pogues, The Sugarcubes, Fury in the Slaughterhouse, entre otros.

13–14 de mayo de 1989, St. Goarshausen, Lorelei
- The Cure, Pixies, New Model Army, The Mission, entre otros.

24 de junio de 1989, St. Goarshausen, Lorelei
- The Jesus & Mary Chain, New Model Army, Living Colour, Dinosaur Jr., The Beatnigs, And Also the Trees, Fury in the Slaughterhouse, Grant Stevens, entre otros.

23 de junio de 1990, St. Goarshausen, Lorelei
- The The, Ramones, Phillip Boa, Fields of the Nephilim, Ride, entre otros.

29–30 de junio de 1991, Gießen, Waldstadion y 24 de agosto de 1991 Berlín, Freilichtbühne
- The Alarm, Pixies, Bad Religion, New Model Army, Stiff Little Fingers, Stereo MCs, Iggy Pop, Rausch, Plan B, entre otros.[5]

27 de junio de 1992 Alsdorf, Freizeitpark
- Ramones, The Pogues, Carter USM, entre otros.

29 de agosto de 1992 Berlín, Freilichtbühne Wuhlheide
- New Model Army, Danzig, L7, The Lemonheads, Element of Crime, Inspiral Carpets, Rausch, entre otros.

10 de julio de 1993 St. Goarshausen, Lorelei
- Sonic Youth, The Levellers, Therapy?, Porno for Pyros, Disposable Heroes of Hiphoprisy, NOFX,[6] Helmet, New Order, Hole,[6] entre otros.

20 de agosto de 1994 Colonia, Jugendpark
- Die Ärzte, Bad Religion, Biohazard, Therapy?, Such a Surge, entre otros.

19 de agosto de 1995 Colonia-Deutz
- Clawfinger, NOFX, Monster Magnet, Kyuss, Social Distortion, Spermbirds, White Zombie, Paradise Lost, H-Blockx, entre otros.

17–18 de agosto de 1996, Colonia, Butzweilerhof
- Die Toten Hosen, Wizo, Rammstein, Garbage, NOFX, New Model Army, Iggy Pop, Tocotronic, Such a Surge, Selig, Weezer, Mr. Ed Jumps the Gun, entre otros.

15–17 de agosto de 1997, Colonia, Butzweilerhof
- Faith No More, Rammstein, Die Fantastischen Vier, Fettes Brot, Beck, Bloodhound Gang, Marilyn Manson, Limp Bizkit, blink-182, Dinosaur Jr., Skunk Anansie, Silverchair, Foo Fighters, Die Krupps, Fischmob, Paradise Lost, Bush, Marquee Moon, entre otros.

21–23 de agosto de 1998, Colonia, Butzweilerhof
- Portishead, Page & Plant, Oomph!, Queens of the Stone Age, Fear Factory, The Cure, Monster Magnet, Goldie, Green Day, Guano Apes, Deftones, Headcrash, The Notwist, No Use for a Name, entre otros.

20–22 de agosto de 1999, Colonia, Butzweilerhof
- The Offspring, Die Fantastischen Vier, Knorkator, Muse, Beatsteaks, Red Hot Chili Peppers, Tocotronic, Faithless, HIM, Type O Negative, Bloodhound Gang, Deine Lakaien, Wolfsheim, The Cardigans, Paradise Lost, Catatonia, entre otros.

18–20 de agosto de 2000, Weeze, Aeropuerto de Baja Renania
- Coldplay, Muse, Placebo, Moby, The Gathering, Sportfreunde Stiller, Clawfinger, Foo Fighters, Underworld, Deftones, Donots, Mr. Bungle, Jimmy Eat World, Rollins Band, Ween, No Use for a Name, entre otros.

17–19 de agosto de 2001, Weeze, Aeropuerto de Baja Renania
- Stone Temple Pilots, Green Day, Die Ärzte, Queens of the Stone Age, Papa Roach, Nickelback, Foo Fighters, The Prodigy, Fear Factory, Xzibit, entre otros.

16–18 de agosto de 2002, Weeze, Aeropuerto de Baja Renania
- Die Toten Hosen, Incubus, Korn, Fettes Brot, Nickelback, Farin Urlaub Racing Team, Beatsteaks, Tocotronic, Chemical Brothers, Sneaker Pimps, entre otros.

29–31 de agosto de 2003, Weeze, Aeropuerto de Baja Renania
con el nombre de Terremoto
- Foo Fighters, Die Ärzte, Placebo, Linkin Park, Die Fantastischen Vier, Limp Bizkit, HIM, Turbonegro, The Chemical Brothers, entre otros.